# Кигома (Танзания)
Киго́ма (англ. Kigoma) — город в Танзании.
Город Кигома расположен на крайнем западе Танзании, близ границы с Бурунди, на северо-восточном побережье озера Танганьика и является административным центром танзанийской области Кигома.
Численность населения города составляет 215 458 человек (по данным на 2012 год). Расположен на высоте 775 метра над уровнем моря. В городе находится резиденция католического епископа.
Кигома является конечным пунктом транстанзанийской железной дороги, берущей начало на побережье Индийского океана в Дар-эс-Саламе, и протянувшейся до озера Танганьика, через столицу Танзании, город Додома. Порт Кигома на озере Танганьика является одним из крупнейших транспортных центров Центральной Африки. Он соединён паромными переправами с портами Замбии, Конго и Бурунди. В городе находится также крупная верфь. Железная дорога, порт и верфь Кигомы были построены немецкими специалистами до 1914 года, когда Кигома входила в состав Германской Восточной Африки.